# O Que Diz Meu Coração
O Que Diz Meu Coração é o quarto álbum de estúdio de Fernanda Brum, lançado em 1999. Foi certificado disco de ouro pela ABPD por mais de 100 mil cópias vendidas.

## Faixas
| N.º            | Título                  | Compositor(es)                                 | Duração |  |
| 1.             | "Anjos"                 | Domício Junior                                 | 3:36    |  |
| 2.             | "Céu aberto"            | Livingsthon Farias                             | 4:18    |  |
| 3.             | "O Que Diz Meu Coração" | Fernanda Brum e Emerson Pinheiro               | 3:49    |  |
| 4.             | "Hosana"                | Emerson Pinheiro e Fernanda Brum               | 2:58    |  |
| 5.             | "Canal do Perdão"       | Marcelo Manhãs                                 | 4:22    |  |
| 6.             | "Oléo sobre mim"        | Emerson Pinheiro e Fernanda Brum               | 3:23    |  |
| 7.             | "Dia de Festa"          | Livingston Farias                              | 3:01    |  |
| 8.             | "Há poder"              | Fernanda Brum e Emerson Pinheiro               | 3:50    |  |
| 9.             | "Sopra em mim"          | Fernanda Brum e Emerson Pinheiro               | 3:41    |  |
| 10.            | "Há um rio"             | Cristiane Ferr e Tadeu                         | 3:46    |  |
| 11.            | "Os Olhos Seus"         | Emerson Pinheiro, Kleber Lucas e Fernanda Brum | 3:02    |  |
| 12.            | "Poder dos poderes"     | Wilson Santos                                  | 4:36    |  |
| 13.            | "Mulher de Samaria"     | Ludmilla Ferber                                | 2:55    |  |
| Duração total: | Duração total:          | Duração total:                                 | 57:46   |  |

| Críticas profissionais | Críticas profissionais |
| Avaliações da crítica  | Avaliações da crítica  |
| Fonte                  | Avaliação              |
| ---------------------- | ---------------------- |
| O Propagador           | [ 2 ]                  |

## Ficha Técnica
- Gravado no MK Studio no inverno de 1999
- Produção executiva: MK Publicitá
- Técnico de gravação e mixagem: Carlson Barros
- Masterização: Toney Fontes
- Produção musical, arranjos, teclados, piano, órgão e efeitos: Emerson Pinheiro
- Bateria: Bebeto Olicar
- Programação de bateria na música "Dia de Festa": Tadeu Chuff
- Percussão: Tadeu Chuff
- Baixo: Ronaldo Olicar
- Baixo na música "Canal do Perdão": Rogério dy Castro
- Guitarras e violões: Sérgio Knust
- Sax: Marcos Bonfim
- Trompa na música "O Que Diz Meu Coração": Mito
- Cordas na música 13: Emerson Pinheiro
- Cordas nas músicas 3, 9, 10 e 13: Mito
- Vocal: Fernanda Brum
- Siclair (1, 2, 4, 7, 8 e 12),
- Raquel Mello e Marlon Saint (4, 8 e 12),
- Wagner (Renovasoul), Robson Olicar e Maurício Santos (1, 2, 4, 5, 6, 7 e 8)
- Éber Araújo (1, 2, 4, 5, 7 e 8)
- Fotos: Dário Zalis
- Criação de capa: Marina de Oliveira

## Clipes
- O que diz meu coração
- Dia de festa